# Liolaemus tregenzai
Liolaemus tregenzai är en ödleart som beskrevs av  Pincheira-donoso och SCOLARO 2007. Liolaemus tregenzai ingår i släktet Liolaemus och familjen Tropiduridae. Inga underarter finns listade i Catalogue of Life.